# Sauron (Marvel Comics)
Sauron es un supervillano que aparece en los cómics estadounidenses publicados por Marvel Comics. El personaje fue creado por el escritor Roy Thomas y el artista Neal Adams, e hizo su primera aparición en The X-Men #59 (agosto de 1969).
Sauron es el alter ego del médico Dr. Karl Lykos. Después de ser mordido por pterodáctilos mutantes, Lykos se transformó en un vampiro de energía, capaz de absorber la fuerza vital de los demás a través del tacto. Si Lykos absorbe la fuerza vital de los mutantes, se transforma en un Pteranodon humanoide, ganando mayor fuerza y velocidad en el proceso. Sin embargo, esto también hace que Sauron obtenga el control de Lykos. A lo largo de su historia, Sauron a menudo ha sido representado como un habitante de la jungla prehistórica oculta de la Tierra Salvaje y como un enemigo de los X-Men.
Fuera de los cómics, el personaje ha aparecido en series animadas, videojuegos, merchandising y ha sido mencionado en películas. En los dibujos animados X-Men y Hulk y los agentes de S.M.A.S.H., Robert Bockstael y Steven Blum fueron la voz de a Karl Lykos/Sauron, respectivamente, y John Kassir en el videojuego de rol de acción X-Men Legends II: Rise of Apocalypse.

## Creación y concepción
El personaje fue creado por el escritor Roy Thomas y el artista Neal Adams, aunque los dos difieren en sus relatos de cuáles de ellos fueron responsables de aspectos específicos del personaje. Apareció por primera vez como Sauron en X-Men # 60 (septiembre de 1969).
Thomas y Adams originalmente imaginaron a Sauron como una criatura parecida a un murciélago, pero cuando consultaron con la Autoridad del Código de Cómics, se les dijo que un vampiro de energía con un cuerpo de murciélago podría caer bajo la prohibición del Código sobre el uso de vampiros. Para solucionar este problema, Thomas y Adams modificaron su apariencia a la del animal más parecido a un murciélago que podrían pensar, un pterodáctilo, que a su vez los llevó a Sauron a habitar la jungla prehistórica oculta de la Tierra Salvaje.
Su nombre es en referencia a Sauron, antagonista central de la saga literaria de El Señor de los Anillos, del escritor J. R. R. Tolkien.

## Biografía ficticia

### Primeros años
Karl Lykos era el hijo de un explorador. Cuando era adolescente, acompañó a su padre a Tierra del Fuego. Lykos guio a un cliente rico llamado Sr. Anderssen y su pequeña hija, Tanya. Mientras defendía a Tanya de pterodactilos mutantes, Karl fue mordido por una de las criaturas. Durante su recuperación, él descubrió que podía drenar la fuerza vital de otros organismos. Él tuvo varias veces la tentación de usar su nuevo poder, pues tenía la sensación de que necesitaba drenar energía de la vida de otros seres humanos o animales para sobrevivir.
Cuando el padre de Karl murió, el Sr. Karl Anderssen lo aceptó en su casa, en agradecimiento por el rescate de Tanya. Al pasar los años, Karl y Tanya se enamoraron. Pero el padre rico de Tanya no le permitió casarse con Karl, debido a su clase social. En un esfuerzo por ganar el apoyo del Sr. Anderssen, Karl se fue a la escuela de medicina y se convirtió en un médico, especialista en genética, e hipnoterapeuta. Él trató a los pacientes a través de la hipnosis, pero en secreto, les robaba la energía al mismo tiempo.

### Primera transformación en Sauron y vida en la Tierra Salvaje
El Dr. Lykos se convirtió en un colega del Profesor Charles Xavier, y encontró por primera vez los X-Men, cuando estos buscaban un tratamiento para Havok. Cuando Lykos absorbió la energía de Kaos, hubo un horrible efecto secundario: se transforma en un monstruo, un pterodáctilo con inteligencia humana y poderes sobrehumanos hipnóticos. Él tomó el nombre de Sauron, por el villano de los libros de JRR Tolkien. Sauron luchó contra los X-Men. Cuando se dio cuenta de que su transformación pondría en peligro a Tanya, huyó a Tierra del Fuego. Sin energía para absorber, Sauron se revirtió en Karl. Cuando Tanya lo rastreó, Karl se arrojó desde un acantilado para evitar hacerle daño.
Dado por muerto, en realidad Karl sobrevivió, simplemente quedó inconsciente en una cueva del acantilado. Él viajó a la Tierra Salvaje y sobrevivió en forma humana sólo drenando energía de animales menos desarrollados. Se hizo amigo de Ka-Zar y utilizó sus conocimientos médicos durante muchos meses para cuidar a los aliados de Ka-Zar. Pero cuando varios X-Men se quedaron varados en la Tierra Salvaje, Lykos fue abrumado con el deseo de absorber la energía de los mutantes. Él se revirtió en Sauron, una vez más después de absorber las energías de Tormenta. Él volvió de nuevo a su forma humana durante una batalla con los X-Men, y Ka-Zar explicó que Lykos era un aliado.
Tiempo después, Tanya se enteró de que Karl había sobrevivido al saltar desde el acantilado. Se unió con Arcángel y Spider-Man en un viaje para encontrar a Karl en la Tierra Salvaje. Sin embargo, los tres mutaron en formas animales. Lykos creó una máquina para drenar la energía de los tres en un intento de restablecer sus formas verdaderas. A pesar de que su táctica tuvo éxito, posteriormente volvió a su forma de Sauron y se unió a los Mutados de la Tierra Salvaje y a Zaladane. Los X-Men viajaron a la Tierra Salvaje y combatieron a Sauron. Trajeron a Lykos de regreso a Estados Unidos, y en la Mansión X, el Profesor X curó aparentemente la condición de Lykos. Karl y Tanya decidió reanudar su relación y vivir una vida normal.

### Segunda transformación en Sauron
Lykos se transformó de nuevo en Sauron cuando el Sapo, utilizó una máquina para que Lykos drenara la fuerza vital de Tanya Andersson. Sauron se unió a la Hermandad de mutantes diabólicos del Sapo, conformada por Blob, Pyro y Phantazia, a pesar de no ser en realidad un mutante. Junto a ellos, se enfrentó a Fuerza-X, y estuvo a punto de matar a Cannonball. Sauron, al parecer, fue asesinado por Cable, y su cuerpo fue arrojado por Cable a los Morlocks. Pero Sauron logró sobrevivir a la herida de bala, y se enfrentó a X-Factor. Sauron terminó por abandonar a la Hermandad, y se enfrentó de nuevo a los X-Men y otros héroes en varias ocasiones.
Más tarde, Sauron hizo que Mutados de la Tierra Salvaje secuestraran a Havok, con la esperanza de usar su energía para saciar su hambre. Cuando sus compañeros Cyclops, Phoenix y Polaris vinieron al rescate, Sauron colocó a los dos hermanos Summers en una máquina de transferencia de energía y la combinación de energía mutó a Sauron aún más, haciéndolo más grande y más fuerte que nunca. Phoenix trató de involucrar a Sauron en el Plano Astral, pero fue la personalidad de Lykos quien prevaleció, haciendo que un suicidio saltara al abismo de su propia mente, llevándose consigo a su odiado alter ego. Como resultado, la mente de Sauron parecía estar atrapada en un estado animal.
Sauron se convirtió en un prisionero del Programa Arma-X que impulsó el director Malcolm Colcord. Encerrado allí contra su voluntad, Sauron puso en marcha una revolución con su compañero, el agente Brent Jackson y destronó a Colcord como director. Sauron a cambio se convirtió en un villano más poderoso, pero desapareció después de que John Sublime lanzó un ataque contra Arma X, y el grupo tuvo que pasar a la clandestinidad.
Después de ser encarcelado en la prisión de La Balsa, Sauron se escapó durante una fuga de la cárcel causada por los Skrulls. Durante un tiempo los Vengadores creyeron que él y los Mutados eran los responsables del motín y lo persiguieron a la Tierra Salvaje. Sauron y sus aliados allí sostuvieron brevemente al nuevo equipo de rehenes de los Vengadores, pero el equipo se liberó gracias a la armadura activada por la voz de Iron Man, y estaba a punto de interrogarlo, cuando recibió un disparo en la cabeza por la segunda Viuda Negra. Sauron había absorbido el factor de curación regenerativa de Wolverine y se recuperó de su lesión, justo a tiempo para ser derrotado por los Nuevos Vengadores. Lo devolvieron a la custodia, pero no antes de devolverle el favor a Viuda Negra quemándola con su aliento ardiente. Sauron se colocó en la custodia de S.H.I.E.L.D. y Maria Hill planeaba regresar al Arma-X.
Sauron se alió con Ka-Zar, Shanna la Diablesa, Zabu y los nativos, cuando los Skrulls invadieron la Tierra Salvaje. Sauron fue uno de los villanos analizados por Quasimodo para Norman Osborn. Sauron luego tuvo una pelea con Wolverine.
Amphibius más tarde le dice a Sauron y a los otros Mutados de la Tierra Salvaje que el Asteroide M de Magneto se ha levantado del mar, pero no querían ir a buscarlo. Gusano tomó el control de Barbarus, Lupo y Sauron y se apoderó de un barco para encontrar a Magneto. Cuando fue amenazado por el ejército japonés, Sauron atacó un automóvil blindado, causando un incidente internacional. Cannonball, Sunspot y Warlock investigaron y encontraron a Mutados de la Tierra Salvaje en la cubierta de la nave. Cannonball logró derrotar a Sauron mientras que los otros Nuevos Mutantes derrotaron a los Salvajes de la Tierra. Al enterarse de por qué Mutados de la Tierra Salvaje estaba en la nave, Karma le dijo a Gusano, Sauron, Barbarus y Lupo que estaban a cargo de Asteroide M y Magneto. El gusano luego ordena a los Salvajes de la Tierra que regresen a la Tierra Salvaje.
Al convertirse en el nuevo líder del inframundo japonés, Sabretooth organizó una fiesta a la que Sauron asistió con otros enemigos de Wolverine. Wolverine llegó y los golpeó.
Kade Kilgore, de la séptima encarnación del Club Fuego Infernal, reclutó a Sauron para convertirse en miembro del personal de la Academia Hellfire.
Sauron más tarde colabora con Stegron en un plan para convertir a la humanidad en dinosaurios donde lucharon contra Spider-Man y los estudiantes mutantes de la Escuela Jean Grey de Formación Superior. Los planes del dúo se desentrañan por sus propias luchas internas, exacerbadas a propósito por su atracción mutua hacia Shark Girl, que hizo que sus poderes se neutralizaran mutuamente.
Lykos regresa trabajando en un laboratorio militar para mejorar sus poderes, hasta que uno de sus colegas es contactado por Araña Escarlata. Ahora capaz de almacenar energía mutante para desencadenar sus transformaciones a voluntad, Lykos se convierte en Sauron y ataca al vigilante, pero aunque hiere al hombre que la Araña llegó a la base para recolectar, Sauron es derrotado y retenido para ser retirado.

## Poderes y habilidades
En su forma humana, Karl Lykos es un humano normal, aunque un médico, genetista y psicoterapeuta consumado emplea el hipnotismo. Posee un MD y Ph.D. en genética y psicología.
Como resultado de la mutación a través de la infección con un virus genético por pteranodones mutantes, Lykos obtuvo la capacidad de absorber las fuerzas de vida de otros seres vivos en su cuerpo. Cuando Lykos absorbe las energías de los mutantes sobrehumanos, se transforma en Sauron, y gana temporalmente una parte de los poderes de ese mutante. La forma de Sauron de Lykos se parece a un gran pteranodon con cresta, extinto excepto en la Tierra Salvaje. A diferencia de los pteranodones verdaderos, Sauron tiene un pico dentado y ojos naranjas y una constitución básicamente humanoide, con piernas tan largas como las de un ser humano. Sauron tiene una envergadura de doce pies, y garras afiladas en sus manos y pies. En la forma de Sauron, tiene fuerza, velocidad, inteligencia, resistencia y durabilidad sobrehumanas y es capaz de volar. Sauron tiene que absorber las energías vitales de las víctimas vivas para sostener su vida. Volvería a la forma humana si no absorbiera regularmente la fuerza vital de los seres sobrehumanos. La tecnología del Sapo podría transformar a Lykos en Sauron al drenar la energía vital de Tayna Andersson, quien aparentemente no es sobrehumana.
Lykos también tiene una poderosa habilidad hipnótica que requiere contacto directo con los ojos para completarse. Con frecuencia utiliza su poder hipnótico para dar a sus víctimas delirios terroríficos de que los aliados se han convertido en monstruos. También puede esclavizar mentalmente a las personas para que cumplan sus órdenes, aunque su control no es perfecto, ya que Portal es resistente a sus órdenes.
Debido a la manipulación del programa Arma X, Sauron puede expulsar la energía de la fuerza vital en explosiones de sus manos.
En algún momento antes de su aparición en Nuevos Vengadores, adquiere una habilidad adicional para respirar fuego, que utiliza para quemar a la segunda Viuda Negra en venganza por dispararle.
Cuando se enfrenta a la Araña Escarlata, Lykos ha desarrollado sus poderes hasta el punto en que esencialmente puede almacenar energía mutante para desencadenar su transformación en Sauron sin la necesidad de contacto con los mutantes.

## Otras versiones

### Era de Apocalipsis
En el universo de Era de Apocalipsis, Sauron, rediseñado Soaron, es una figura más heroica, aunque es extremadamente malhumorado y solitario, y nunca se lo ha visto en forma humana. Es parte de los Outcasts de Forja, junto con Sapo, Bruto, Sonique, Mente Maestra y Nate Grey. El grupo viajó por el campo haciéndose pasar por una compañía de circo, protegida por las ilusiones de Mente Maestra, para mantener la atención alejada de ellos mientras Forja entrenaba a Nate. Soaron solía hacer comentarios sarcásticos sobre las situaciones en las que se encontraba el grupo y se refería constantemente a Nate como un "cachorro". En una misión en la que el grupo rescató a un gran número de humanos de un tren de la prisión, una de las alas de Soaron fue destrozada y lo castigó. Él comentó amargamente sobre esto a Forja más tarde, exigiendo saber si su ala era razón suficiente para evitar misiones suicidas. Cuando Domino y su equipo atacaron al grupo, Soaron estaba notablemente ausente, pero después de que Nate fue a desafiar a Mr. Siniestro, quienes se habían estado escondiendo con el equipo que intentaba manipular a Nate, Soaron y Sonique, los únicos sobrevivientes, llegaron a la escena para salvar al joven mutante. Nate aceptó que debía desafiar a Apocalipsis y le dijo a Soaron que cuidara de Sonique. Soaron respondió aconsejándole con algo de cariño: "No te preocupes por nosotros, solo preocupate por ti, cachorro".
Cuando se revisó la Era del Apocalipsis, Soaron apareció junto con Sonique, Cloak y Dagger, Blob, y una reavivada Jean Grey como miembro del equipo de Siniestro conocido como Seis Siniestros, un grupo destinado a ayudar a Siniestro a destruir a los X-Men. Se reveló que Sinister aparentemente aún con el disfraz de Essex se acercó tanto a Soaron como a Sonique, y con la ayuda de Jean Grey, les lavó el cerebro para que se convirtieran en miembros de su nuevo equipo, el Sinister Six. Cuando los Seis Siniestros se encontraron con los X-Men en la batalla, Soaron falló en su intento de matar a Magneto. En el último momento, Quicksilver impidió la muerte de su padre sacrificándose. Enfurecido al ver a su hijo muerto, Magneto usó sus poderes para empujar la espada del Samurai de Plata directamente a través de Soaron, matándolo.

### Tierra X
En el universo de la Tierra X, Bestia afirma que, después de matar accidentalmente a Gambito con un beso, Rogue intentó deshacerse de sus poderes a través de las habilidades de drenaje de Sauron, pero también terminó perdiendo su vida.

### House of M
En el universo de la Casa de M, Sauron se convirtió en miembro de la guardia de palacio de Magneto en Genosha. Participa en la batalla contra los héroes cuyos recuerdos han sido restaurados.

### Power Pack (Marvel Adventures)
En la miniserie Wolverine y Power Pack, Sauron fue el primer villano al que se enfrentaron Logan y los niños Power. Los niños habrían sucumbido al control mental de Sauron sin la ayuda de Wolverine.

## En otros medios

### Televisión
- Sauron apareció en la serie animada X-Men (voz de Robert Bockstael). Esta versión de Sauron, de no poseer el aliento de fuego o grito sonoro de su homólogo cómic. Además, Lykos era aparentemente un habitante de la Tierra Salvaje, como sabía, era amigo de Ka-Zar. Lykos fue víctima de Mr. Siniestro en experimentos, obligado a alimentarse de la energía y se transforma en Sauron al entrar en contacto mutante. Sauron ayudó a Mr. Siniestro en sus esfuerzos para destruir a los X-Men. Más tarde se intentó conquistar la Tierra Salvaje para sí mismo, pero fue finalmente derrotado. Sin mutantes que quedan en la Tierra Salvaje, Lykos era libre de vivir en paz y fue bienvenido a la tribu de Ka-Zar.[34][35]
- Sauron aparece en la serie de Hulk and the Agents of S.M.A.S.H., con la voz de Steven Blum.
  - En la primera temporada, episodio "Tierra Salvaje", cuando los Agentes de S.M.A.S.H. llegan a la Tierra Salvaje, Sauron conduce un ejército de Pteranodons con láseres montado en un ataque contra su salto del Jet. Durante la lucha, Sauron drena la energía de uno de los Pteranodons donde logra quitarle a A-Bomb fuera del chorro de salto. Saruon afirma que él y sus dinosaurios sobrevivieron a la extinción y el tiempo del hombre en la Tierra estará en su extremo. Mientras que Sauron controla al Dinosaurio Diablo para que ataque a A-Bomb y Hulk Rojo, She-Hulk y Skaar encuentran a los hombres lagartos, aliados de Sauron con un taladro especial en el súper volcán. Sauron es alertado sobre la situación en el súper volcán y los comandos del Dinosaurio Diablo en terminar el trabajo. Sauron se involucra en la batalla contra Skaar mientras trata de controlar la mente de él y drena las energías de él y She-Hulk. Hulk, Hulk Rojo, A-Bomb y el Dinosaurio Diablo llegan donde Hulk lucha Sauron mientras que los otros trabajan para detener la perforación. Sauron entonces trata de drenar la energía de Hulk, que no funciona. Después de la perforación fue destruido, un debilitado Sauron huye de los Pteranodons. En el episodio, "Dentro de la zona negativa", se revela que el Líder suministra las armas y la tecnología de la trama de Sauron para hacer que el súper volcán en erupción. En el episodio, "Misión: Hombre Imposible", Sauron conduce un ejército de criaturas marinas prehistóricas para atacar a un parque de atracciones junto al mar. Se terminó la lucha contra los Agentes de S.M.A.S.H. y Hombre Imposible. Cuando el Hombre Imposible logra una trampa en Sauron, sus poderes terminan absorbidos por Sauron que los utiliza para atacar a los Agentes de S.M.A.S.H. como el compuesto de dos cabezas Hulk (el hombre imposible combina a Hulk y Hulk Rojo) es la perforación Sauron, que brota tres cabezas más. Sauron incluso convocó a Fin Fang Foom (que era el único reptil que Sauron no pudo controlar) para ayudarlo. Después de su absorción de los poderes del hombre Imposible se disipó, Sauron trató de absorber los poderes de Fin Fang Foom sólo para ser noqueado al mar. Tras el Compuesto de dos cabezas Hulk, de perforación a Fin Fang Foom hacia el mar, que aterrizó en Sauron que todavía estaba en el agua. En el episodio "Monstruos Nunca Más", Sauron aparece como miembro de los agentes de C.R.A.S.H., siendo una simulación creada por El Líder.
  - En la segunda temporada, episodio "Un Futuro Aplastante 1ª Parte: La Era de los Dinosaurios", Sauron es el rey de la línea de tiempo de los dinosaurios dominado por la causa de El Líder. Él es servido por un Ankylosaurus llamado el general Thunder Lizard Rossasaurus en su plan para exterminar a los humanos primitivos. Con la ayuda de El Diablo y Spider-Raptor, los Agentes de S.M.A.S.H. liberan a los humanos primitivos y volcó al Rey Sauron que terminó con él en cae en un pozo de arañas gigantes. Después de que Hulk frustró los planes del Líder en la era Mesozoica, la línea de tiempo de los dinosaurios dominada, se desplaza a la siguiente línea de tiempo.

### Cine
- En X2: X-Men United (2003), mientras Mystique se desplaza por la computadora de William Stryker para buscar la de Magneto, se encuentra con un archivo llamado Dr. Karl Lykos.[36]

### Videojuegos
- Sauron hace un cameo mientras cruza un puente en el primer nivel del juego original de X-Men para Sega Genesis.
- Sauron hace una pequeña aparición en la arena de Tierra Salvaje en X-Men: Next Dimension.
- Sauron aparece como jefe en X-Men Legends II: Rise of Apocalypse con la voz de John Kassir. Fuera de su historia con Ka-Zar, menciona que los lacayos de Apocalipsis seguían intentando que se uniera a la causa de Apocalipsis.
- Hace una aparición extremadamente breve en una pantalla de televisión en Ultimate Spider-Man.
- Aparece como un personaje principal en Marvel Heroes, con la voz de Steven Blum.
- Aparece como un personaje principal en el juego de Facebook Marvel Avengers Alliance.